# Heidi Weng
Heidi Weng (n. 20 iulie 1991, Ytre Enebakk, Akershus, Norvegia) este o schioară de fond ce a reprezentat Norvegia, medaliată olimpică. A participat la 2 ediții ale Jocurilor Olimpice (2014, 2018) în care a câștigat o medalie de bronz.